# Norra Hälsinglands domsaga
Norra Hälsinglands domsaga var en domsaga i Gävleborgs län. Den bildades 1771 när Hälsinglands domsaga delades. 
1820 utbröts delar till då bildade Västra Hälsinglands domsaga och 1907 till den då bildade Sydöstra Hälsinglands domsaga. 
Domsagan lydde under Svea hovrätt. 

## Tingslag

### Från 1771
- Delsbo tingslag
- Ljusdals tingslag som 1821 överfördes till Västra Hälsinglands domsaga
- Enångers tingslag som 1907 överfördes till Sydöstra Hälsinglands domsaga
- Forsa tingslag till 1908
- Bergsjö tingslag till 1908
- Forsa och Bergsjö tingslag (från 1908 till 1945)
- Hudiksvalls, Forsa och Bergsjö tingslag (från 1945)

### Från 1948
- Norra Hälsinglands domsagas tingslag

## Häradshövdingar i Norra Hälsinglands domsagas häradsrätt
- 1841–1861: Carl Georg Levin
- 1862–1883: Pehr Staaff
- 1884–1906: Carl Oscar Schlyter
- 1906–1912: Carl Gustaf Grahl-Flodin
- 1913–1930: Nils Wihlborg
- 1931–1951: Gösta Holmberg
- 1951–1957: Olof Riben
- 1958–1970: Wolrath Larsson (därefter till 1975 lagman vid Hudiksvalls tingsrätt)